# Armando Valladares
Armando Valladares Pérez, né le 30 mai 1937 à Pinar del Río, est un écrivain cubain et ambassadeur des États-Unis au Conseil des droits de l'homme des Nations unies de 1988 à 1990. Il est cependant connu par l'opinion publique internationale en tant que prisonnier politique et d'opinion, opposé au gouvernement cubain. D'après la police cubaine, il a été arrêté en possession d'explosifs, et aurait travaillé dans la police secrète du dictateur Fulgencio Batista (renversé par la révolution cubaine de 1959). Il fut incarcéré le 20 décembre 1960, à l'âge de 23 ans, sous l'accusation d'avoir préparé des attentats contre la population cubaine, et ne sortit de prison que 22 ans plus tard.

## La détention
Valladares dit avoir été enfermé pour avoir refusé d'afficher sur son bureau de travail un autocollant communiste, alors que la police cubaine affirme qu'il aurait placé des paquets de cigarettes remplis d'explosifs dans des lieux publics de La Havane pour le compte d'une cellule terroriste (au sein de laquelle il aurait rencontré Carlos Alberto Montaner), probablement dans le cadre de l'opération Mongoose.
Selon les dissidents du régime cubain et Valladares lui-même, il fut soumis durant sa détention à divers types de tortures : coups, expériences psychologiques et biologiques, isolement. Il affirme également avoir été détenu dans des camps de travaux forcés (dont le régime cubain nie l'existence) ainsi qu'à plusieurs années de réclusion solitaire dans une cellule sans lumière ni artificielle ni naturelle. Selon cette version, en 1963, alors que l'on donnait à tous les criminels de droit commun des uniformes bleus, Armando Valladares le refusa, préférant demeurer nu. Il était en effet un prisonnier politique et aurait dû, pour cela, porter un uniforme vert, alors que les prisonniers de droit commun portaient des bleus. En 22 années d'incarcération, Valladares a reçu 13 visites[réf. nécessaire].
Selon ces sources, il fut maintenu pendant 46 jours sans alimentation pour avoir refusé de participer à un programme de "réhabilitation politique". Affaibli, il demeura durant 5 années dans un fauteuil roulant.
Le gouvernement cubain déclara qu'Armando simulait un handicap afin de s'en servir comme argument lors de la campagne internationale en faveur de sa libération (relayée notamment par Amnesty International et soutenue par les cubains anti-castristes établis à Miami). En prison, il écrivit un recueil de poèmes : Depuis mon fauteuil roulant. Le recueil ne serait qu'un plagiat

## Libération en octobre 1982
À la suite de pressions internationales, notamment de la part de la France (François Mitterrand dépêcha Regis Debray à Cuba), Valladares est libéré le 21 octobre 1982. Selon le projet « Cuba Solidarity », il serait entré dans l'aéroport de la Havane en fauteuil roulant, mais serait arrivé à Madrid debout et en parfaite santé. Selon Ignacio Ramonet, des années plus tard Fidel Castro aurait déclaré qu'il avait accepté de le libérer à condition qu'il arrive sur ses deux jambes en Europe. Regis Debray, qui avait soutenu la campagne pour la libération de Valladares, écrivit « L'homme n'était pas poète, le poète n'était pas paralytique et le cubain est aujourd'hui américain. Ce militant simulait l'hémiplégie sur sa chaise roulante depuis des années. »
Le « Pen Club de France » lui a décerné le Prix de la liberté, donné aux écrivains qui ont été détenus en prison. Après le début de la campagne pour la libération de Valladares, et après qu'il a été adopté par Amnesty International comme un « prisonnier d'opinion », les autorités cubaines ont décrit le prisonnier comme un « traître » et ont déclaré que Valladares aurait été non seulement un simple policier, mais un membre de la police secrète de Fulgencio Batista. Il a finalement été libéré en 1982, et a émigré en Amérique.
En 1983, il témoigne dans le film documentaire Mauvaise conduite concernant la réalité des unités militaires d'aide à la production mises en place par le régime castriste pour enfermer les Cubains qualifiés d'asociaux.

## L'exil
Les mémoires d'Armando Valladares, intitulées Mémoires de prison : un témoignage hallucinant sur les prisons de Castro sont devenues un best-seller international. Le président des États Unis Ronald Reagan, à l'instigation de sa fille, Maureen Reagan, a nommé Valladares ambassadeur des États-Unis auprès de la Commission des droits de l'homme des Nations unies de l'ONU. Reagan lui a également accordé la plus haute distinction civile aux États-Unis : la médaille présidentielle du citoyen.
Armando Valladares a parlé devant l'Assemblée générale des Nations unies et devant des groupes législatifs en Europe et en Amérique. Il était l'un des fondateurs de l'organisation (anti-communiste selon La Havane) "Résistance internationale" et la Coalition européenne des comités pour les droits de l'homme à Cuba. Il est actuellement président du Valladares projet, une organisation internationale à but non lucratif qui milite pour les droits des enfants. Il a également été le président de la Fondation internationale des droits de l'homme jusqu'à sa démission le 2 juillet 2009, à la suite de son désaccord avec l'organisation pour le coup d'État du Honduras en 2009, une réaction légitime pour lui qui considérait ce coup d'état comme une transition illégale du président Zelaya vers un totalitarisme néo-communiste.[pas clair]
Valladares était l'un des amis les plus proches du dissident Pedro Luis Boitel.
Il a connu en prison un Français, Pierre Golendorf, communiste convaincu, emprisonné pour avoir critiqué le gouvernement de Fidel Castro.
De nos jours, Armando Valladares continue à écrire. Il publie, entre autres, des articles dans Capitalism Magazine.

## Œuvres
- Mémoires de prison: Un témoignage hallucinant sur les prisons de Castro (1986) - une relation autobiographique, publié par Albin Michel  (ISBN 2226025936)
- Prisonnier de Castro de Armando Valladares et Pierre Golendorf (1979), publié par les éditions Grasset  (ISBN 2246007216)
- El Alma de un Poeta (1988).
- Contra Toda Esperanza: 22 Años en el Gulag de las Américas (1985).
- Cavernas del Silencio (1983).
- El Corazón Con Que Vivo: Nuevos Poemas y Relatos desde mi Silla de Ruedas (1980).
- Desde mi Silla de Ruedas (1976).
- Con su propia sangre.